# Corticium lilacinoroseum
Corticium lilacinoroseum är en svampart som först beskrevs av Narcisse Theophile Patouillard, och fick sitt nu gällande namn av Boidin & Lanq. 1983. Corticium lilacinoroseum ingår i släktet Corticium och familjen Corticiaceae.   Inga underarter finns listade i Catalogue of Life.